# Ferrand Martínez
Ferrand Martinez (?–1404) was een Spaans geestelijke en aartsdiaken van Écija, vooral bekend als antisemitisch agitator (niet te verwarren met Ferrand Martínez, de vermoedelijke schrijver van Het boek van de ridder Zifar, dat zich situeert rond 1300 en waarin de aartsdiaken met dezelfde naam genoemd wordt in de proloog).
Door historici wordt hij genoemd als de drijvende kracht achter de reeks pogroms tegen de Spaanse Joden in 1391, die begonnen in Sevilla.

## Vroege Leven
Over het vroege leven van Martínez is weinig bekend. Voordat hij de positie in Écija aanvaardde, was hij biechtvader van de koningin-moeder Eleonora van Aragón.

## Prediking tegen de joden
Vanaf 1378 begon hij overal preken tegen de Joden te houden. Hij - samen met vele katholieke gelovigen - drong synagogen binnen om met joden in discussie te gaan om hen ervan te overtuigen hoe 'verkeerd' ze toch wel waren.
Hoewel Hendrik II van Castilië hem op 25 augustus 1378 beval om zijn opruiingen te staken - tegen een advies in uit 1375 van paus Gregorius XI -  negeerde hij dit koninklijk bevel, evenals de bevelen van Pedro Gómez Barroso, aartsbisschop van Toledo en de primaat van Spanje. 
Hij argumenteerde hiertegen dat hij enkel  het evangelie verkondigde . Zo adviseerde hij dat katholieken en joden niet langer mochten samenleven, bewerend dat hij van de aartsbisschop die opdracht had gekregen, wegens de vele spanningen die dat samenleven me zich mee brachten. In zijn preken werden de joden voorgesteld als de verachte vijanden, symbolen van de niet-verloste mensheid. Door het intense gebruik van retoriek slaagde hij erin om de katholieken ervan te overtuigen dat de joodse religie - zowel in het verleden als in het heden - leidde tot een tegen God gekeerd leven.  
Tussen 1382 en 1383 vaardigde Hendriks opvolger Johan I van Castilië tevergeefs gelijksoortige edicten uit. Gedurende meer dan een decennium ging Martínez door met zijn verbale aanvallen, waarbij hij de katholieken opdroeg "de Joden te verdrijven".
Op 1 februari 1388 verklaarde Ferrand Martínez dat de kerk het recht had om 23 synagogen in Sevilla te vernietigen, aangezien het 'huizen van de duivel waren die Christus vervloeken'.
Op 11 februari 1388 werd hij voor het gerecht gebracht. Alhoewel dit verklaarde dat de Joden niet mochten worden mishandeld, werden zijn handelingen niet verder gecontroleerd.
Een paar maanden later, riep de aartsbisschop Barroso, een commissie bijeen die de aartsdiaken "weerspannig, opstandig" verklaarde en verdacht van ketterij".
Het omslagpunt kwam toen zowel Johan I als Barroso binnen drie maanden in 1390 stierven, waardoor zijn elfjarige zoon Hendrik III van Castilië onder het regentschap van zijn moeder Eleonora van Aragón kwam te regeren. Eleonora bewonderde de ijver van haar biechtvader Ferrand. Het aartsbisschoppelijk kapittel koos daarop Ferrand tot Vicaris-Generaal, waardoor hij nog machtiger was dan voorheen.
Ferrand Martinez riep reeds op 8 december 1390 de geestelijken van zijn diocees op om alle synagogen in hun parochies af te breken en hem onverwijld alle lampen, Hebreeuwse boeken en wetsrollen die zich daarin bevonden, toe te zenden op straffe van excommunicatie. De geestelijken van Ecija en Alcalá de Guadeyra gehoorzaamden onmiddellijk; en ook de synagogen van Soria en Santillana stonden op het punt afgebroken te worden.
Op 15 december wendde de joodse gemeenschap van Sevilla zich  in haar ontsteltenis tot Hendrik III. Op 22 december 1390 weten we, dankzij een brief van Hendrik III aan het aartsbisschoppelijk kapittel van Sevilla, dat Ferrand Martínez opdracht had gegeven tot de vernietiging van de synagoge van Alcalá de Guadaira en de bouw van de kerk van San Miguel, die op haar beurt bezit moest nemen van de bezittingen van de synagoge. De koning stelde het kapittel verantwoordelijk voor de schade en gaf de opdracht de aangebrachte schade op hun kosten terug op te bouwen. Hij gaf het strikte bevel de aartsdiaken Ferrand onmiddellijk uit zijn ambt te ontzetten en hem op een plaats te zetten waar hij geen kwaad meer kon doen
Op 15 januari 1391 verklaarde de kanunnik van Sevilla daarop het besluit van Ferrand Martínez waardeloos en verbood hem tegen de joden te prediken, waarbij hij hem verzocht de vernielde synagoge binnen een jaar te herstellen. Het antwoord van de Ferrand berustte op twee punten: het gebrek aan gezag van de kanunniken, en het feit dat de Kerk een geestelijke macht bezit die verschilt van die van de wereldlijke monarchen. Voor hem mocht deze laatste zich niet bemoeien met zaken die tot het domein van de Kerk behoorden. 
Onder het regentschap van Leonora kon Martinez zelfs de koning trotseren en kreeg hij effectieve steun van het volk dat hij had opgehitst.

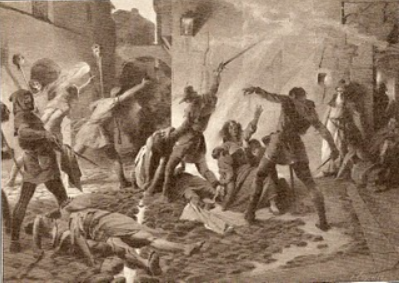
Slachting van joden in Barcelona in 1391 (Josep Segrelles, c. 1910)

## Antisemitische pogroms van 1391
De eerste antisemitische rellen begonnen in Sevilla in maart 1391. Op 6 juni vond het eerste grote bloedbad plaats. Duizenden Joden werden vermoord. Velen werden gedwongen het doopsel te aanvaarden, en werden daardoor conversos.
In de loop van het jaar breidden de bloedbaden zich uit tot heel Spanje.
Het openbaar bestuur van Castilië - evenals de Pauselijke Staten - heeft nooit iemand voor de begane misdrijven vervolgd.
De schrik zat er zo in dat hele dorpen zich collectief lieten dopen. In Valencia staat in een officieel rapport van het gemeentebestuur, gemaakt op 14 juni, vijf dagen na het bloedbad, dat alle overlevenden, behalve enkelen die ondergedoken waren, al gedoopt waren.

## Overlijden
Martínez werd in 1395 op koninklijk bevel opnieuw gevangen gezet, en hoewel hij snel werd vrijgelaten, stierf hij spoedig daarna, zijn fortuin nalatend aan het door hem gestichte ziekenhuis San María in Sevilla.

## Vervolg
Ferrand Martínes gaf de fakkel van de antisemitische preken en gedwongen dopen, door aan Valenciaanse dominicaan Vincent Ferrer (1350-1419).
Toen Hendrik III in 1406 stierf, stokte de pas gestarte wederopbouw van de synagogen. Bovendien koos hij de converso Paulus van Burgos als opvoeder van zijn tweejarige zoon Johan II van Castilië, samen met diens vrome moeder Catharina van Lancaster. De geestelijkheid kreeg hierdoor een enorme macht aan het hof van Castilië.